# Bence Tuzson
Bence Balázs Tuzson (* 31. Januar 1972 in Budapest) ist ein ungarischer Politiker der Fidesz-Partei, Rechtsanwalt sowie seit 2014 Abgeordneter des ungarischen Parlaments. Seit dem 1. August 2023 ist er Justizminister Ungarns im Kabinett Orbán V.

## Leben
Tuzson begann seine politische Karriere im Jahre 1989, er trat dem Ungarischen Demokratischen Forum (MDF) bei und wurde Berater für Jugendfragen von Premierminister József Antall. Von 1996 bis 1999 war er Mitglied der Ungarischen Demokratischen Volkspartei (MDNP) und Mitglied von Fidelitas, der Jugendorganisation der Partei Fidesz. Zwischen 1998 und 2006 war Tuzson für Fidesz Gemeindevertreter im XII. Budapester Bezirk. Seit 2013 ist er Vorsitzender der Fidesz im Wahlkreis Nr. 5 des Komitats Pest. Von Herbst 2014 bis Oktober 2015 war er Sprecher der Fidesz-Fraktion. Am 21. Oktober 2015 ernannte ihn der Präsident János Áder, zum Staatssekretär für Kommunikation im Kabinettsbüro des Premierministers. Am 22. Mai 2018 wurde er Staatssekretär mit Zuständigkeit für den öffentlichen Dienst im Büro des Premierministers. Seit dem 3. Januar 2020 ist er Regierungssekretär im Kabinettsbüro des Premierministers. Am 1. August 2023 folgte er Judit Varga als Justizminister.
Er ist verheiratet und hat fünf Kinder.